# (4-((4-Methylbenzyl)oxy)phenyl)methanol
{4-[(4-Methylbenzyl)oxy]phenyl}methanol ist eine chemische Verbindung aus der Gruppe der aromatischen Kohlenwasserstoffe.

## Darstellung und Gewinnung
Die Verbindung kann durch eine Kondensation von 4-Hydroxybenzylalkohol mit 4-Methylbenzylchlorid erhalten werden. Alternativ kann als Edukt 4-Methoxybenzaldehyd verwendet werden. Die resultierende korrespondierende Carbonylverbindung kann dann mittels Lithiumaluminiumhydrid zur Zielverbindung reduziert werden. Eine ähnliche Synthese startet mit der Veretherung von 4-Hydroxybenzaldehyd mit 4-Methylbenzylchlorid. Das Zwischenprodukt wird dann mittel Natriumborhydrid reduziert.

## Verwendung
Die Verbindung wird als Synthesebaustein für derivate von Sophoridin als potentielle Antitumormittel vorgeschlagen.

## Verwechslungsgefahr
Die hier beschriebene Substanz (ein kleines Molekül) wird manchmal fälschlich als Symbolbild für Wang-Harz verwendet, weil die Struktur ähnlich aussieht wie die Funktionellen Gruppen dieses Polymers. Dem Polymer weißt die ECHA die nicht vergebene, jedoch formal richtige CAS-Nummer 201058-08-4 zu. PubChem führt für {4-[(4-Methylbenzyl)oxy]phenyl}methanol die falsche Bezeichnung „Wang-Resin“ mit ansonsten richtigen Angaben zum Molekül.